# Farvel til Paradis
Farvel til Paradis er en film instrueret af Henrik Ruben Genz.

## Handling
Ole Vandjord lever i et nedlagt husmandssted på Lolland. Han kalder stedet for Paradis. Her filmer han sit eneboerliv med et videokamera. En kvinde fra fortiden dukker op og sætter den skrøbelige idyl på prøve. »Farvel til Paradis« er en historie om ensomhed og kærlighed. Et enestående og personligt dokument fra udkanten af Danmark.